# Melanolophia subcrinita
Melanolophia subcrinita är en fjärilsart som beskrevs av W. Warren 1906. Melanolophia subcrinita ingår i släktet Melanolophia och familjen mätare. Inga underarter finns listade i Catalogue of Life.